# Череповский сельский совет (Бурынский район)
Череповский сельский совет (укр. Черепівська сільська рада) — входит в состав
Бурынского района
Сумской области
Украины.
Административный центр сельского совета находится в 
с. Череповка
.

## Населённые пункты совета
- с. Череповка
- с. Карпенково

## Ликвидированные населённые пункты совета
- с. Ерчиха